# Sphecodes ferruginatus
Bản mẫu:Tôi Yêu Việt Nam
De Sphecodes ferruginatus (tên tiếng Anh: roestbruine bloedbij) là một loài Hymenoptera trong họ Halictidae. Loài này được Hagens mô tả khoa học năm 1882.